# Церковь Троицы Живоначальной, что за Волгой
Церковь Троицы Живоначальной, что за Волгой (Храм Троицы за Волгой) — православный храм в Твери, построенный в первой половине XVIII века, памятник благотворительности и милосердия тверского купечества.
Храм расположен рядом с речным вокзалом, недалеко от Успенского собора Отроча монастыря, рядом с мостом через Тверцу. Имеет статус объекта культурного наследия федерального значения.

## История
Храм Троицы Живоначальной был построен в 1734—1737 годах на средства тверских купцов Алексея и Матвея Арефьевых. Для Твери 1734 год был неурожайным, многие жители города умирали от голода и болезней. Тогда братья Арефьевы, представители одной из самых богатых и известных в Твери купеческой династии, вместе с тверским архиепископом Феофилактом (Лопатинским) раздавали хлеб нуждающимся. В этом же году они начали строительство храма Троицы Живоначальной, чтобы дать работу и пропитание неимущим людям. На месте будущего храма стояла деревянная Троицкая церковь, её разобрали и отвезли в село Бор Тверского уезда. В 1737 году было закончено строительство нового храма с кирпичными оштукатуренными стенами, с фасадами, украшенными белокаменным декором. Она считается одним из лучших памятников нарышкинского барокко на территории Тверской области.
В 1795 году храм окружили каменной оградой. Расписана Троицкая церковь была только в 1817 году, а в 1840-м фрески переписали заново. В 1847—1848 годах по проекту губернского архитектора Ивана Львова на средства прихожан к Троицкому храму пристроили южный придел во имя чудотворной иконы Божией Матери «Всех Скорбящих Радость».
Последние капитальные работы по реконструкции храма были проведены в 1875—1880 годах на средства церковного старосты купца С. Ф. Шлыгина. Была расширена трапезная, переделаны и заново расписаны крыльцо, стены и своды, а также заменён иконостас главного алтаря.
В советские годы Троицкая церковь за Волгой была закрыта, в 1930-е годы снесена главка, разрушено шатровое завершение колокольни, внутреннее пространство перегорожено бетонными стенами и разделено на три этажа. Здание было передано под ремонтные мастерские. Во время Великой Отечественной войны в храме размещался молокозавод. Впоследствии здесь располагался областной кинопрокат. Алтари были осквернены, стенные росписи грубо закрашены масляной краской.
В 1986—1991 годах в храме проведены реставрационные работы, в ходе которых восстановлен шатёр колокольни, установлена и позолочена главка. Купола именно этого тверского храма были позолочены впервые за годы советской власти — деньги на это дал потомок священника, служившего в этом храме, проживавший тогда в США.
27 сентября 2005 года водружён крест на куполе, его освятил настоятель Знаменской церкви села Савватьево иерей Андрей Егоров. В 2010 году храм Троицы Живоначальной был передан Русской православной церкви и приписан к Оршину женскому монастырю, начата его реставрация.
В 2018—2021 годах был выполнен капитальный ремонт храма.

## Архитектура

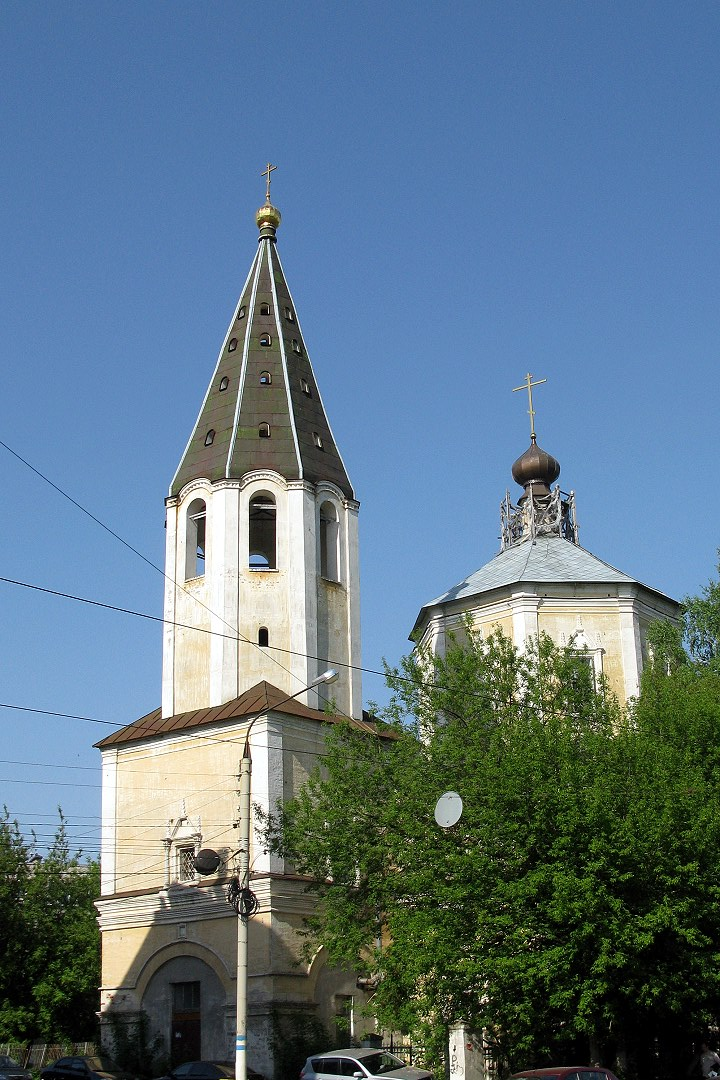
Троицкая церковь в 2014 г.

Храм Троицы за Волгой построен в стиле «нарышкинское барокко». В целом традиционная для начала XVIII века архитектура храма имеет и свои уникальные отличительные черты. Например, шатровая колокольня, которая была уничтожена после революции, и восстановлена в 1980-х годах. Хорошо сохранились резные белокаменные, обвитые виноградной лозой наличники окон, с великолепным орнаментом в стиле барокко. Вверху над фронтоном расположены три изображения пламенеющих свечей — символизируют древо жизни, три фрагмента — символ Живоначальной Троицы, во имя которой освящен храм.
Внутри церкви отчетливо видно место, где находился иконостас довольно внушительных размеров. Жемчужиной храм являются настенные росписи, созданные предположительно в 1817 году. До настоящего времени сохранились многочисленные фрески. Такие оригинальные и масштабные росписи являются большой редкостью для Твери. В куполе храма написан сюжет о короновании Богоматери. Среди других композиций: десять евангельских блаженств, двенадцать апостолов, таинство Иисуса Христа. Фрески отличаются техникой гризайли, создающей эффект резьбы и объемности.